# Pastriz
Pastriz es un municipio de la provincia de Zaragoza y la Comarca Central (España). Tiene una población de 1297 habitantes (INE 2019).
Parte de su término municipal está ocupado por la Reserva natural dirigida de los Sotos y Galachos del Ebro, debido a que en él se encuentra el galacho de La Alfranca.

## Topónimo
El nombre procede del latín pastoricium que significa ‘pasto público’, y es un derivado de pastor. Su evolución sería pastoricium > pastoricio > pastricio > pastriz.

## Historia
Los primeros documentos en los que se menciona a Pastriz datan del siglo XII, aunque se establece como pueblo entre los siglos XIII y XIV. El primer documento oficial que habla de Pastriz son unas Ordenanzas en el Concejo de Zaragoza en 1459.

## Demografía
Pastriz cuenta con una población de 1305 habitantes (INE 2024).
| Gráfica de evolución demográfica de Pastriz entre 1842 y 2021 |
| |
| Población de derecho según los censos de población del INE Población de hecho según los censos de población del INEEn este censo se denominaba Pastriz, Casas de Lierta y Torre de Alfranca: 1842 |

## Administración y política
| Período   | Alcalde                    | Partido       |
| --------- | -------------------------- | ------------- |
| 1979-1983 | Eduardo Gavín Lanzuela     | Ind.          |
| 1983-1987 | Pascual Ramos              | P.D.P.        |
| 1987-1991 | Santiago Maestro Terraza   | Independiente |
| 1991-1995 | Javier Tomas Royo          | PAR           |
| 1995-1999 | Javier Tomas Royo          | PAR           |
| 1999-2003 | Javier Tomas Royo          | PAR           |
| 2003-2005 | Yolanda Hortas Franco      | PSOE          |
| 2005-2007 | José Miguel Ezquerra Calvo | PAR           |
| 2007-2011 | Yolanda Hortas Franco      | PSOE          |
| 2011-2015 | José Miguel Ezquerra Calvo | PAR           |
| 2015-2019 | Miguel Ángel Guiu Royo     | Ganar Pastriz |
| 2019-2023 | José Miguel Ezquerra Calvo | PAR           |
| 2023-2027 | José Miguel Ezquerra Calvo | PP            |

| Partido político    | Partido político                                                    | 1979   | 1983   | 1987   | 1991   | 1995   | 1999   | 2003   | 2007   | 2011   | 2015   | 2019   | 2023   |
| Partido político    | Partido político                                                    | Ediles | Ediles | Ediles | Ediles | Ediles | Ediles | Ediles | Ediles | Ediles | Ediles | Ediles | Ediles |
|                     | Unión Aragonesa por Ayuntamientos Democráticos (UAAD)               | 3      | —      | —      | —      | —      | —      | —      | —      | —      | —      | —      | —      |
|                     | Unión de Centro Democrático (UCD)-Centro Democrático y Social (CDS) | 3      | —      | 0      | 2      | —      | —      | —      | —      | —      | —      | —      | —      |
|                     | Partido Aragonés (PAR)                                              | —      | —      | 5      | 4      | 3      | 3      | 3      | 4      | 5      | 4      | 4      | —      |
|                     | Ganar Pastriz                                                       | —      | —      | —      | —      | —      | —      | —      | —      | —      | 3      | 3      | —      |
|                     | Partido de los Socialistas de Aragón (PSOE-Aragón)                  | 1      | 3      | 2      | 1      | 1      | —      | 4      | 4      | 4      | 1      | 1      | —      |
|                     | Partido Popular de Aragón (PP)-Alianza Popular (AP)                 | —      | 4      | —      | —      | 1      | —      | 0      | 0      | 0      | 1      | 1      | 6      |
|                     | Chunta Aragonesista (CHA)                                           | —      | —      | —      | —      | —      | 2      | 1      | 1      | 0      | —      | —      | —      |
|                     | Independientes                                                      | —      | —      | —      | —      | 2      | 2      | 1      | 0      | 0      | —      | —      | —      |
|                     | Somos Pastriz                                                       | —      | —      | —      | —      | —      | —      | —      | —      | —      | —      | —      | 3      |
| Total de concejales | Total de concejales                                                 | 7      | 7      | 7      | 7      | 7      | 7      | 9      | 9      | 9      | 9      | 9      | 9      |